# Dan Sayre Groesbeck
Pour les articles homonymes, voir Groesbeck.
Daniel (Dan) Sayre Groesbeck (8 septembre 1879 - 29 août 1950) est un illustrateur, muraliste et concepteur américain de « croquis de visualisation » à l'ère pré-cinématographique.

## Biographie
Groesbeck est né le 9 septembre 1879 en Californie.
Il commence sa carrière en tant qu'illustrateur de presse et de publicité à Los Angeles, puis à Denver et à Chicago. En 1900, il crée l'agence Groesbeck and Fisher. Il travaille également comme journaliste de police et illustrateur pour le Los Angeles Morning Herald.
Ses illustrations ont été publiées dans le Pearson's Magazine, le Collier's, l'Illustrated Sunday Magazine, le Chicago Tribune, le Redbook et le Cosmopolitan Magazine.
Il sert dans les Forces armées canadiennes dans le 85 e bataillon du Corps expéditionnaire pour une mission en Russie en 1918-1919. De retour à Los Angeles en 1919, il tire de cette expérience des inspirations pour son travail.
À partir de 1923, il commence à travailler comme artiste conceptuel pour le réalisateur Cecil B. DeMille aux studios Paramount,. Il réalise des croquis pour le film Les Dix Commandements. 
Il déménage à Santa Barbara en 1924 et y fonde la Santa Barbara Art League. En 1926, il travaille sur le film The Volga Boatman à nouveau aux côtés de DeMille dans l'élaboration du storybord et sa représentation illustrée. Leur collaboration continue sur de nombreux films tels que Le Roi des rois (1927), Le signe de la croix (1932), Une aventure de Buffalo Bill (1936), Les Flibustiers (1938) et Samson et Dalila (1949), ainsi que David Copperfield (1935), Roméo et Juliette (1936), Capitaines courageux (1937), Pacific Express (1939) et Pour qui sonne le glas (1943). Il collabore également avec d'autres réalisateur et réalise notamment un portrait de Vivien Leigh dans son rôle de Scarlett O'Hara dans Autant en emporte le vent (1939).
Groesbeck est également connu pour avoir peint une variété de fresques murales. En 1925, il peint des scènes de l'histoire de la Californie pour l'hôtel Del Monte à Monterey. En 1929, il produit une fresque représentant le débarquement de Juan Rodriguez Cabrillo pour le Santa Barbara County Courthouse.
Groesbeck meurt le 29 août 1950 à Los Angeles, à 71 ans,.

## Galerie

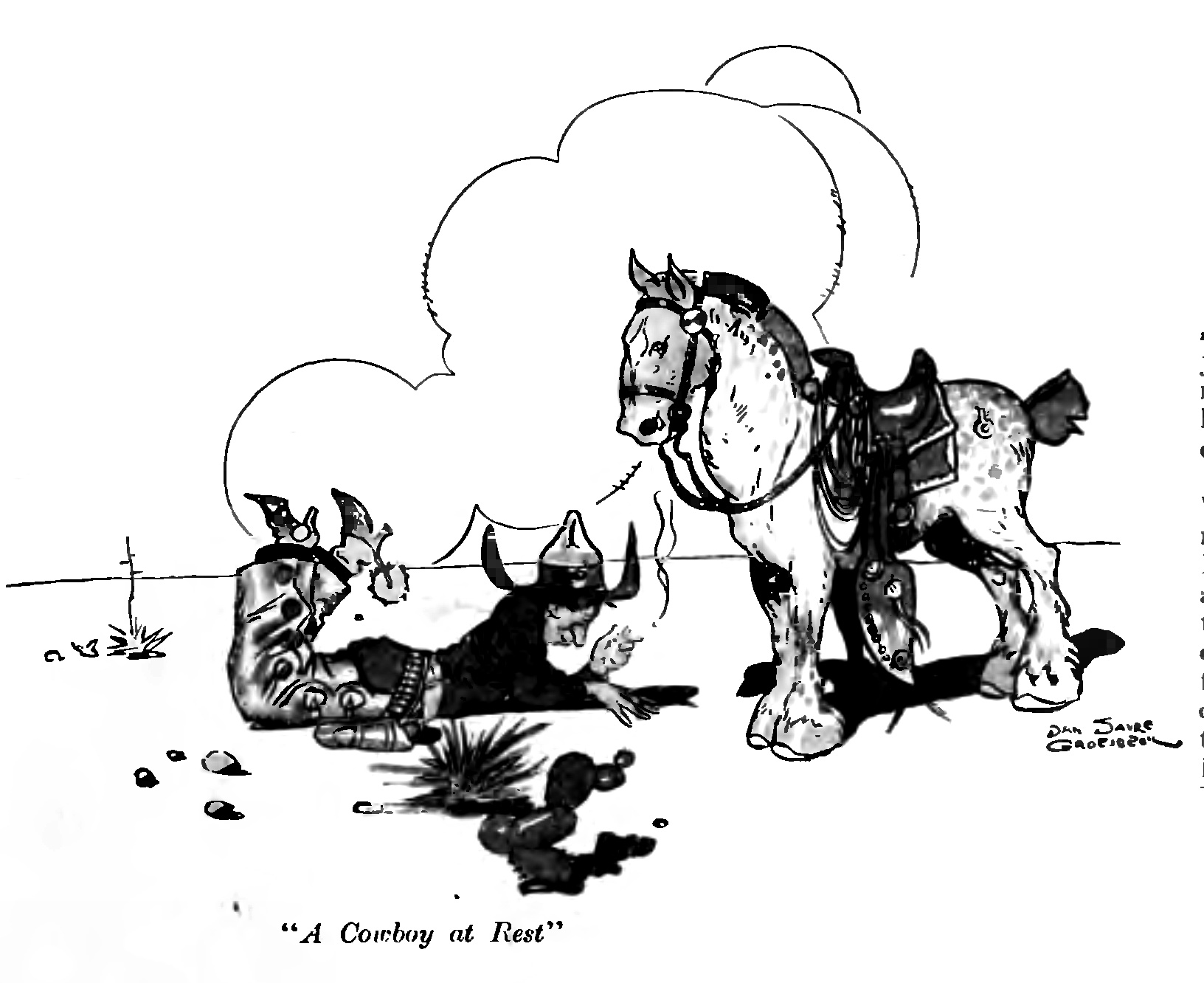
Illustration pour l'article "Wild west feking" d'Emerson Hough, dans Collier's Weekly, en décembre 1908.
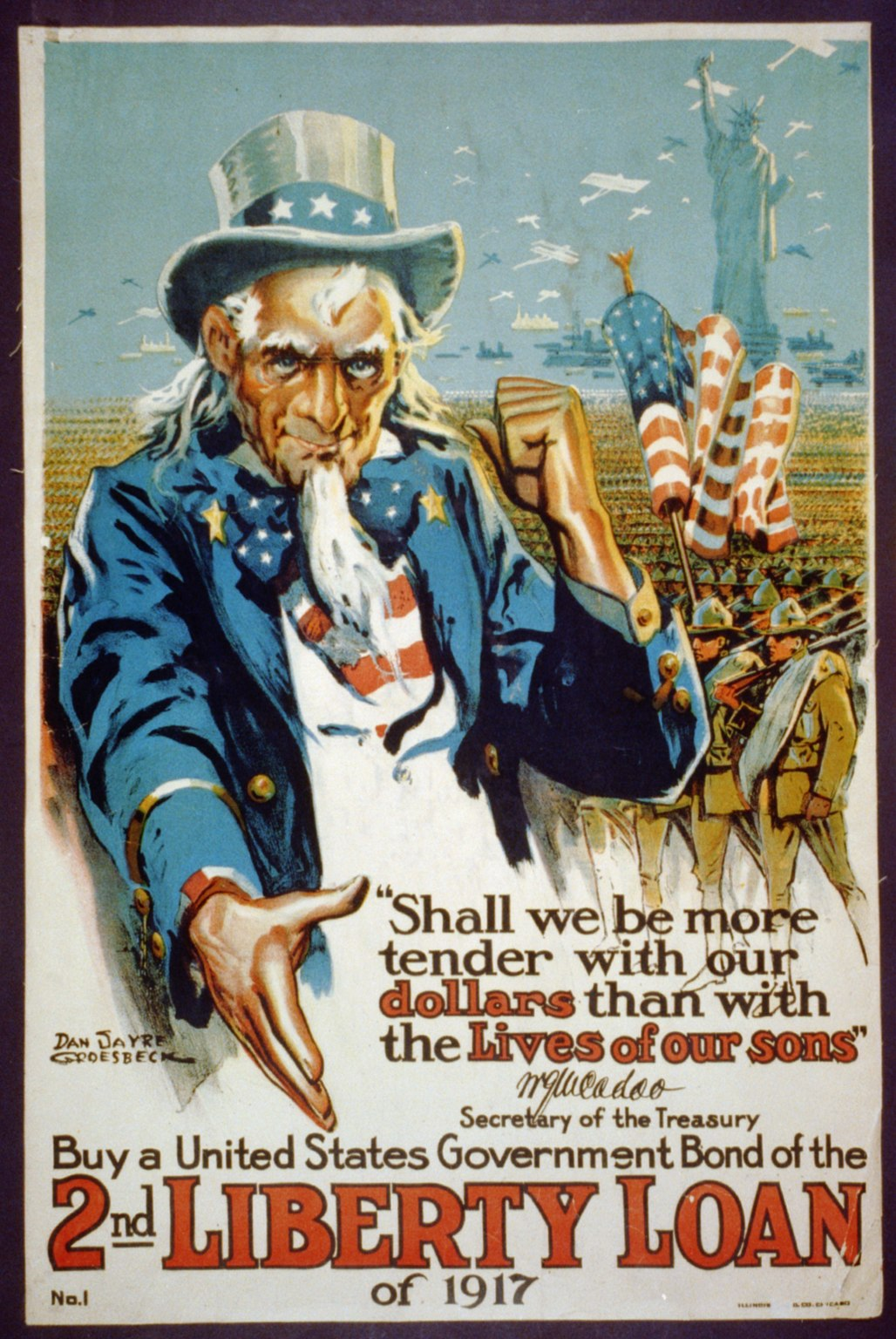
Illustration pour une affiche de 1917.
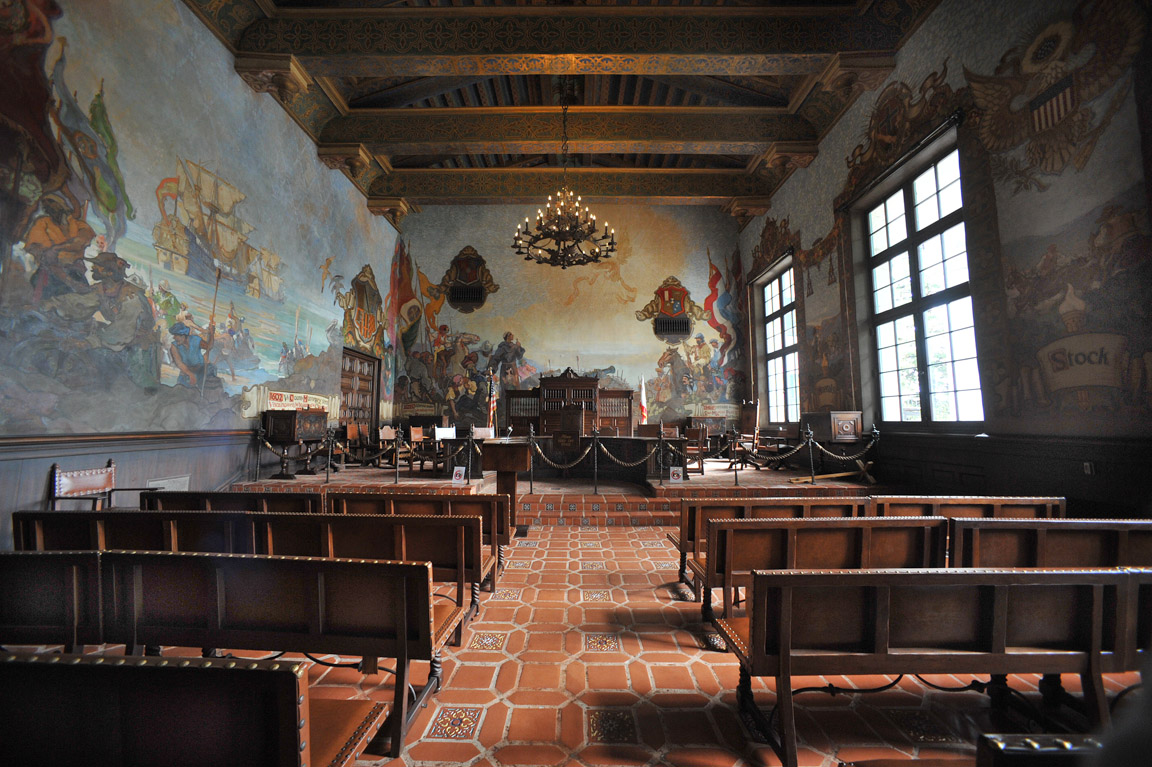
Fresque du Santa Barbara County Courthouse.